# William Barta
Pour les articles homonymes, voir Barta.
William "Will" Barta, né le 4 janvier 1996 à Boise (Idaho), est un coureur cycliste américain. Il est membre de l'équipe Movistar.

## Biographie
En 2020, il se classe 11e du Tour Poitou-Charentes en Nouvelle-Aquitaine remporté par Arnaud Démare.
En fin de contrat avec Movistar en décembre 2023, l'équipe annonce en octobre la prolongation de celui-ci jusqu'en fin d'année 2025.

## Palmarès et résultats

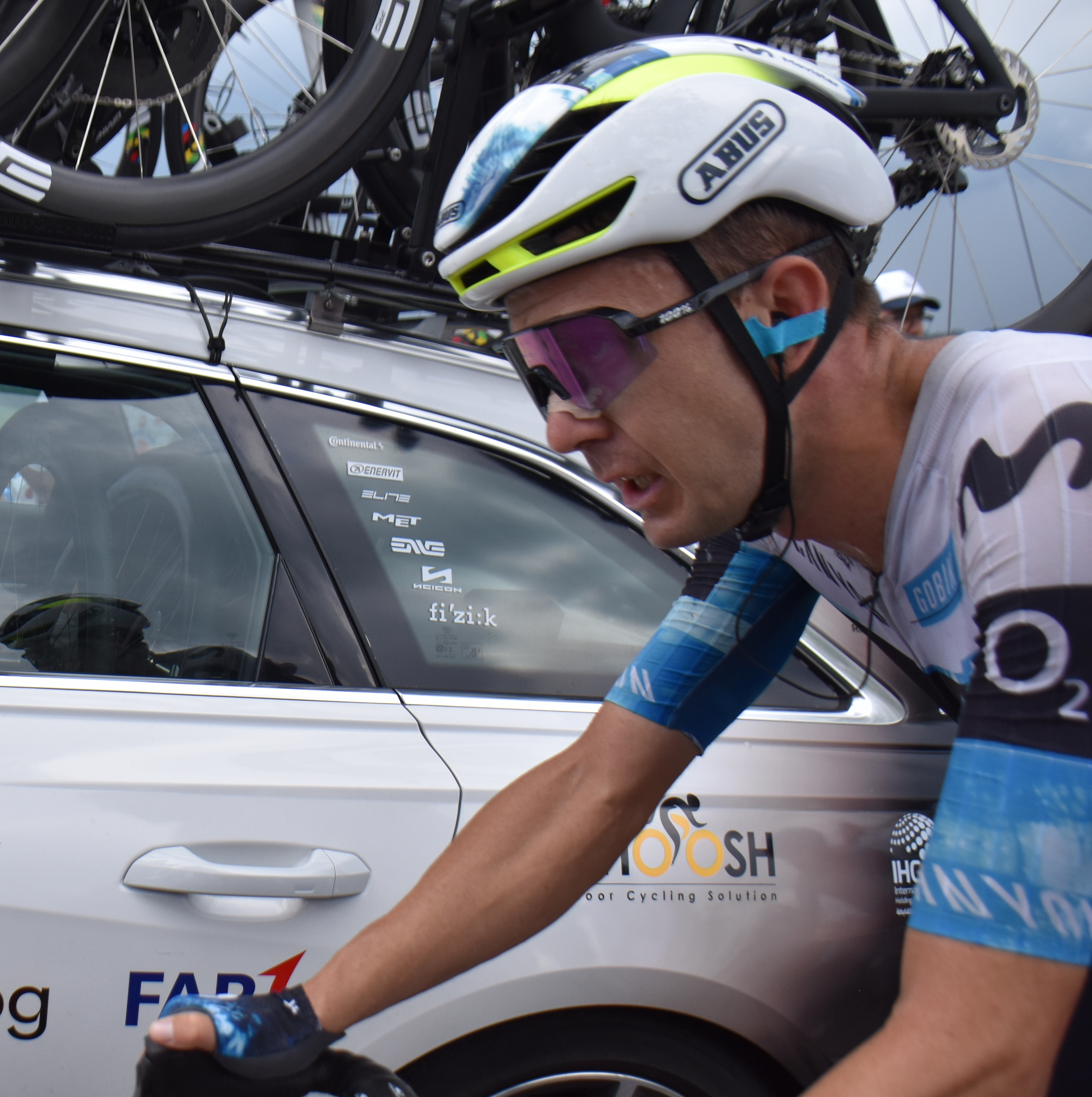
William Barta sur le Tour de France 2025

### Palmarès par année
- 2013
  - 3ea étape du Tour de l'Abitibi (contre-la-montre)[n 1]
  - San Dimas Stage Race juniors :
    - Classement général
    - 1re étape (contre-la-montre)

  - Championnat de l'Idaho du contre-la-montre juniors
- 2014
  - 1re étape du Tour du Pays de Vaud
  - 2e du championnat des États-Unis du contre-la-montre juniors
  - 3e de la Course de la Paix juniors
  - 3e du Tour du Pays de Vaud
- 2017
  - 2e du championnat des États-Unis du contre-la-montre espoirs
- 2018
  - 3e du Triptyque des Monts et Châteaux
- 2024
  - 5e étape du Tour de la Communauté valencienne

### Résultats sur les grands tours

#### Tour de France
1 participation
- 2025 : 102e

#### Tour d'Italie
3 participations 
- 2022 : 59e
- 2023 : 52e
- 2024 : 50e

#### Tour d'Espagne
2 participations
- 2019 : 131e
- 2020 : 22e

### Classements mondiaux
| Année                                 | 2015  | 2016  | 2017  | 2018  | 2019 | 2020 | 2021  | 2022  | 2023 | 2024 |
| ------------------------------------- | ----- | ----- | ----- | ----- | ---- | ---- | ----- | ----- | ---- | ---- |
| Classement mondial                    |       | 2404e | 1249e | 1498e | nc   | 385e | 1588e | 1717e | 355e | nc   |
| UCI Europe Tour                       | 1100e | 1598e | 1019e | 1174e |      |      |       |       |      |      |
| UCI America Tour                      | nc    | nc    | 244e  | nc    | nc   | 28e  | 257e  | 261e  | 34e  | 50e  |
|                                       |       |       |       |       |      |      |       |       |      |      |
| Légende : nc = non classéSource : UCI |       |       |       |       |      |      |       |       |      |      |